# Explorer II

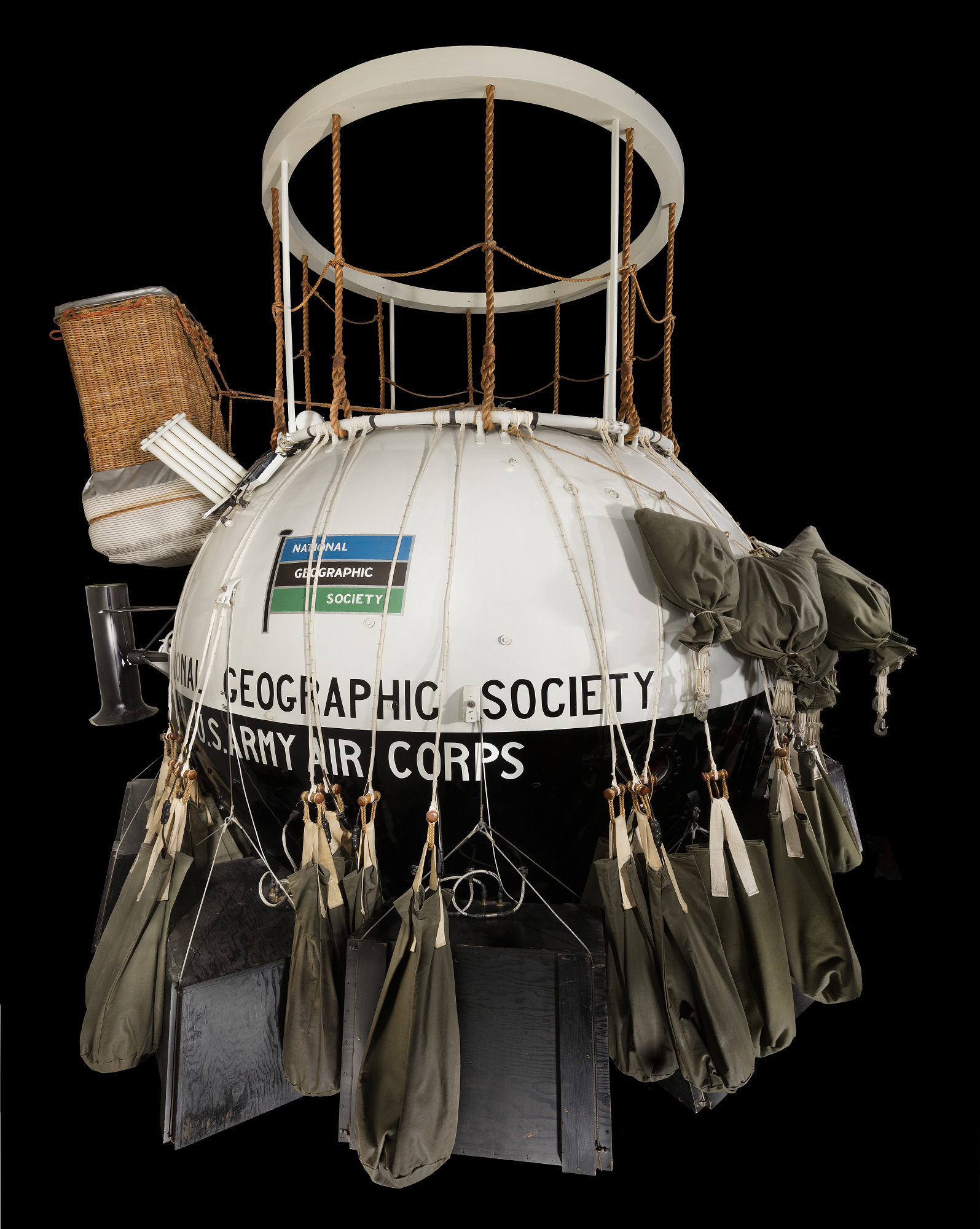
Gondola „Explorer II” w National Air and Space Museum.

Explorer II – amerykański załogowy balon stratosferyczny, który 11 listopada 1935 roku pobił rekord wysokości, osiągając wysokość 22 066 metrów. Start miał miejsce w Stratobowl w Dakocie Południowej, napełniony helem balon zabrał w zamkniętej sferycznej kabinie dwuosobową załogę, składającą się z oficerów Korpusu Powietrznego Armii Stanów Zjednoczonych, kapitanów Alberta W. Stevensa i Orvila A. Andersona. Po locie, o godzinie 16:13, załoga bezpiecznie wylądowała niedaleko White Lake, w stanie Dakota Południowa, a obydwaj jej członkowie zostali okrzyknięci narodowymi bohaterami. Instrumenty badawcze przenoszone w gondoli balonu dostarczyły informacji na temat ziemskiej stratosfery. Misja została ufundowana przez członków National Geographic Society.

## Historia
W styczniu 1934 roku, National Geographic Society i Korpus Powietrzny Armii USA podjęły współpracę nad programem budowy i wypuszczenia załogowego balonu na, ówcześnie rekordową, wysokość 24 km. Pojazd miał być zdolny do przenoszenia trzyosobowej załogi, umieszczonej w hermetycznej kapsule, wraz ze sprzętem badawczym. Balon napełniany wodorem (nazwany „Explorer”) został ukończony w lipcu 1934 roku kosztem około 60 000 USD (obecnie – 2017 rok – jest to równowartość ok. 1,1 mln USD).
Balon został wypuszczony w kanionie w Black Hills (Górach Czarnych) w Dakocie Południowej, nazwanym Stratobowl, 28 lipca 1934 roku. Osiągnął on wysokość 18 475 metrów zanim rozerwania materiału, z którego była wykonana powłoka, nie zmusiły załogi do obniżenia wysokości. Wyrwy w powłoce spowodowały strome opadanie balonu, a następnie pojawiła się iskra, która doprowadziła do zapalenia się wodoru, co zniszczyło całą resztę balonu oprócz kapsuły załogi, która zaczęła spadać z prędkością graniczną. Załodze ledwie udało się ewakuować przy użyciu spadochronów – ostatni jej członek wyskoczył na wysokości około 150 metrów nad ziemią. Kapsuła zaś została kompletnie zniszczona na skutek zderzenia z gruntem.
Wypadek balonu „Explorer” był narodową kompromitacją. Kapitan Albert W. Stevens, pełniący funkcję naukowego obserwatora w załodze „Explorer”, lobbował za dokonaniem kolejnej próby w udoskonalonym balonie, mającym nosić nazwę „Explorer II”, lecz wieści o katastrofie radzieckiego balonu stratosferycznego Osoawiachim 1 spowodowały, że ówczesny prezydent National Geographic Society Gilbert H. Grosvenor był niechętny do podjęcia takiego ryzyka. Przeprowadzone pomiędzy lipcem a wrześniem 1934 roku przez National Institute of Standards and Technology dochodzenie w sprawie katastrofy „Explorer”, ujawniło, że podczas wznoszenia balon nie otworzył się symetrycznie, co spowodowało zmęczenie materiału i w konsekwencji jego rozdarcia. Miesięczne opóźnienie startu doprowadziło do zlepienia się pokrytej gumą bawełnianej powłoki balonu, przez co jego otwarcie było nierówne. Eksplozja wodoru nastąpiła, gdy gaz którym był napełniony balon, zmieszał się z tlenem w powietrzu.

## Przygotowania
W 1935 roku, pomimo obaw, National Geographic Society i Korpus Powietrzny Armii USA postanowiły dokonać kolejnej próby.
Żeby wyeliminować ryzyko zapłonu wodoru zastąpiono go helem, na który ówcześnie Stany Zjednoczone miały monopol. Hel jednakże ma niższą wydajność, jeśli chodzi o zdolność uniesienia pojazdu, dlatego konieczne było zaprojektowanie większego balonu. W tym celu Goodyear-Zeppelin stworzył balon o objętości 100 tysięcy m³ a Dow Chemical Company zbudowała większą i lżejszą gondolę z tzw. dowmetalu (stopu magnezu i aluminium), która mogła zabrać dwie osoby oraz zredukowaną w porównaniu z „Explorer” liczbę instrumentów badawczych.
Kabina miała 2,7 metra średnicy, ważyła 290 kilogramów i mogła zabrać 680 kg ładunku. Stworzona została z pojedynczej płyty dowmetalu, która została pocięta w formę, której można było nadać nowy kształt i zespawać w formie sfery. Aby ułatwić załodze ewentualną ewakuację, okna „Explorer II” powiększono w porównaniu z tymi z „Explorer”. Aby jeszcze bardziej zmniejszyć ryzyko pożaru, w odróżnieniu od „Explorer” – w którym atmosferę (zasilaną ze zbiornika z ciekłym tlenem) stanowił czysty tlen – atmosferę w kapsule „Explorer II” stanowiło powietrze pochodzące ze zbiornika ze skroplonym powietrzem.
„Explorer II” był gotów do startu na wiosnę 1935 roku; 10 lipca 1935 miał miejsce pierwszy start, podczas którego rozerwaniu uległa powłoka balonu.
Po dochodzeniu przeprowadzonym przez National Institute of Standards and Technology, Goodyear-Zeppelin wzmocnił materiał stosowany do powłoki i „Explorer II” został ponownie przygotowany do startu. Na podstawie badań kanionu Stratobowl z poprzednich 15 lat oceniono, że najlepszą porą do startu z tej lokalizacji będzie październik, kiedy to najczęściej utrzymuje się tam dobra pogoda pozwalająca na wykonanie długiego lotu. Zorganizowano zespół meteorologiczny, który we wrześniu 1935 roku założył w Stratobowl stację meteorologiczną. Wymogami meteo były bezchmurne niebo, brak opadów oraz wiatr nieprzekraczający 23 km/h.
10 listopada 1935 roku nad okolicę startu „Explorer II” zbliżał się zimny front atmosferyczny. Balon został przygotowany do startu. W nocy z powodu spadku temperatury do –14 °C, przy pomocy pieców utrzymywano 10 762,4 m² powłoki balonu w cieple i w odpowiedniej sprężystości. Napełnianie balonu helem (z 1685 stalowych cylindrów) zajęło osiem godzin, podczas których ekipa musiała naprawić rozdarcie powłoki na długości 5,2 metra. Po napełnieniu, balon sięgał 96 metrów wysokości. Gondola była zakotwiczona do gruntu dzięki ponad stu żołnierzom trzymającym liny. Wszystkie przygotowania do startu zakończono 11 listopada 1935 roku o godzinie 7:01. Pogoda zaś wydawała się odpowiednia.

## Lot

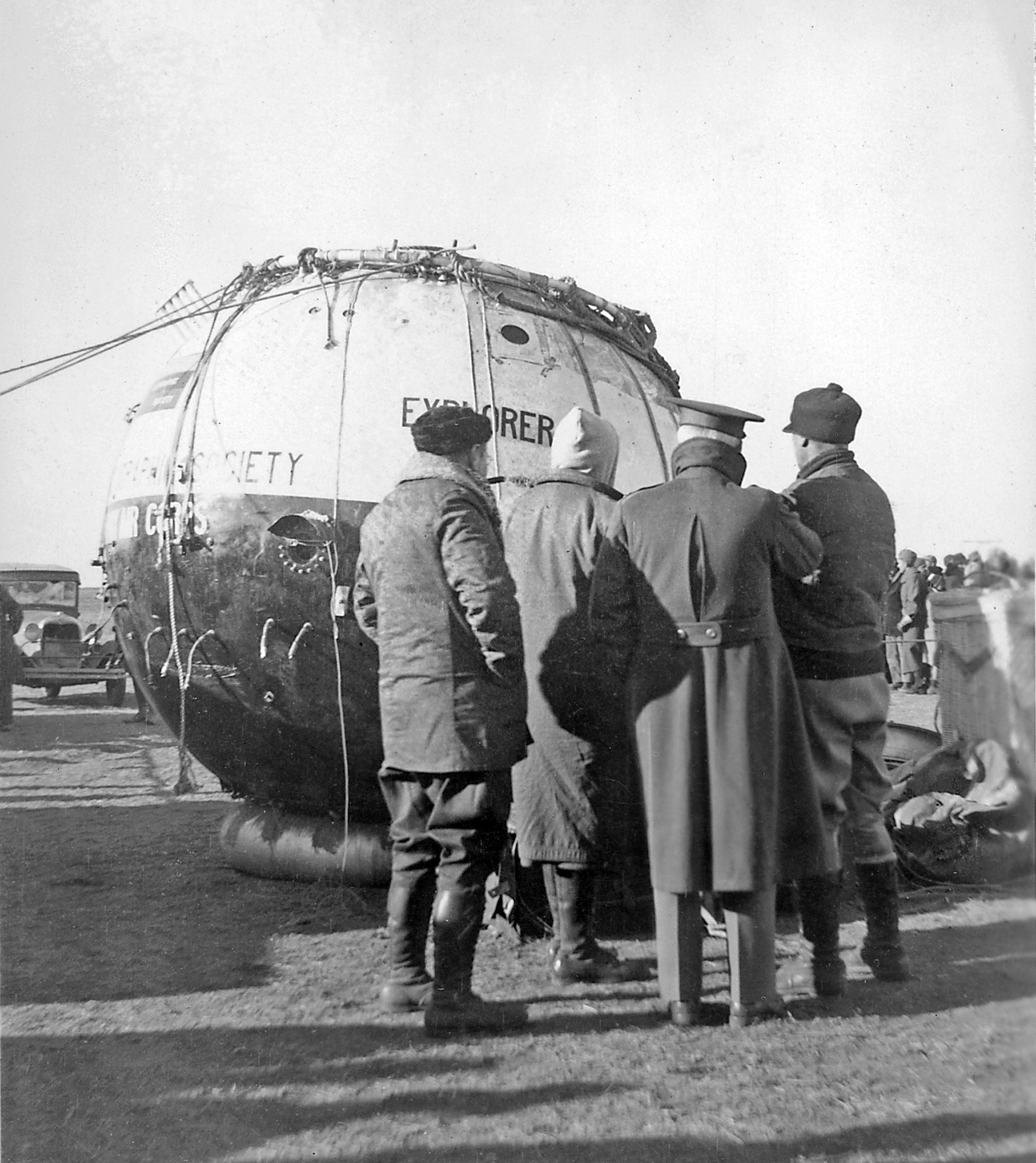
Gondola Explorer II w miejscu lądowania.

Załoga składała się z dwóch osób, dowodzącego misją kapitana Alberta W. Stevensa i kapitana Orvila A. Andersona. Około 20-tysięczny tłum przyglądał się startowi (lokalni mieszkańcy zebrali 13 000 dolarów na misję „Explorer II”). Start miał miejsce dokładnie o 8:00 wraz z odrzuceniem 34 kilogramów ołowiowego balastu. Kilka chwil po starcie, podmuch wiatru skierował balon w boczny kanion, ale potem wznoszenie już przebiegało bez przeszkód.
O godzinie 12:30, „Explorer II” osiągnął wysokość 22 066 metrów i pozostawał na niej przez 80 minut. Ustanowił w ten sposób nowy rekord świata w wysokości, który nie został pobity niemal dwie dekady. Załoga balonu była pierwszymi ludźmi, którzy widzieli krzywiznę Ziemi. Niestety, wiatrak używany do obracania gondoli okazał się nieefektywny na tej wysokości, więc załoga nie była w stanie uniknąć blasku słońca, przez co uniemożliwione były obserwacje z okna po jednej ze stron kapsuły. Pomimo tego kapitan Stevens meldował o tym, że widzi szczegóły ziemskiej powierzchni na przestrzeni kilkuset mil. „Explorer II” był zbyt wysoko, by załoga była w stanie zaobserwować jakikolwiek ruch na ziemi, jednakże zdjęcia przez nią wykonane ukazały potencjał drzemiący w rozpoznaniu z dużych wysokości.
„Explorer II” był wyposażony w sprzęt do komunikacji. Stały kontakt radiowy był utrzymywany podczas całego lotu i transmitowany w całych Stanach zjednoczonych oraz w Europie. Instrumenty badawcze zbierały dane dotyczące promieniowania kosmicznego, rozmieszczenia ozonu oraz przewodnictwa elektrycznego w atmosferze na różnych wysokościach, a także dane o składzie stratosfery oraz o poziomie jasności Słońca, Księżyca i Ziemi. Dodatkowo zebrano mikroorganizmy przebywające w stratosferze. Próbki pleśni przewożone na pokładzie balonu miały pomóc w ocenie skutków wystawienia na promieniowanie kosmiczne. Zgromadzone dane wykazały, że zgromadzony w górnej warstwie atmosfery ozon skutecznie blokuje większość promieniowania ultrafioletowego. Ustalono również, że zawartość procentowa tlenu na tej wysokości jest taka sama jak na poziomie morza. Kapitan Stevens zabrał też ze sobą kamerę, którą nakręcił pierwsze na świecie ujęcia z ziemskiej stratosfery.
Schodzenie do lądowania przebiegło bez przeszkód. Na wysokości 300 metrów załoga rozpoczęła zrzut sprzętu badawczego, który opadł na spadochronach. Zrobiono to, by uchronić zebrane dane, na wypadek gdyby gondola balonu miała twarde lądowanie. „Explorer II” wylądował jednak gładko na otwartym polu niedaleko White Lake w Dakocie Południowej o 16:13.

## Po misji
Sukces misji „Explorer II” był szeroko świętowany w prasie, a załoga balonu została zaproszona na spotkanie z prezydentem Rooseveltem. Obydwaj członkowie załogi „Explorer II” zostali odznaczeni Medalem Hubbarda National Geographic Society (odznaczenia wręczył generał John J. Pershing). Korpus Powietrzny Armii USA nagrodził ich Mackay Trophy za najbardziej znaczący lot roku oraz Zaszczytnymi Krzyżami Lotniczymi za każdy z lotów na „Explorer” i „Explorer II”.
Naukowe obserwacje dokonane podczas lotu były dużym sukcesem – uzyskano wiele danych, których rezultaty zostały opublikowane w prasie naukowej. Dane te, oraz doświadczenia załogi „Explorer II”, były potem użyte przy projektowaniu sprzętu stanowiącego wyposażenie załóg oraz do opracowania metod operacji bojowych przeprowadzanych na dużych wysokościach w czasie II wojny światowej.
Powłoka balonu użyta podczas misji „Explorer II” została pocięta na milion pasków i rozdana, w formie pamiątkowych zakładek do książek, pomiędzy członków National Geographic Society, którzy wsparli tę misję. Gondola balonu znajduje się Smithsonian Institution National Air and Space Museum.